# Persone più alte del mondo
Questa lista comprende persone che sono famose per la loro statura nella professione o nella vita in generale.

## Persone sopra i 244 cm

### Suddivisi in base all'anno di nascita e che hanno una statura maggiore o uguale ai 244 cm

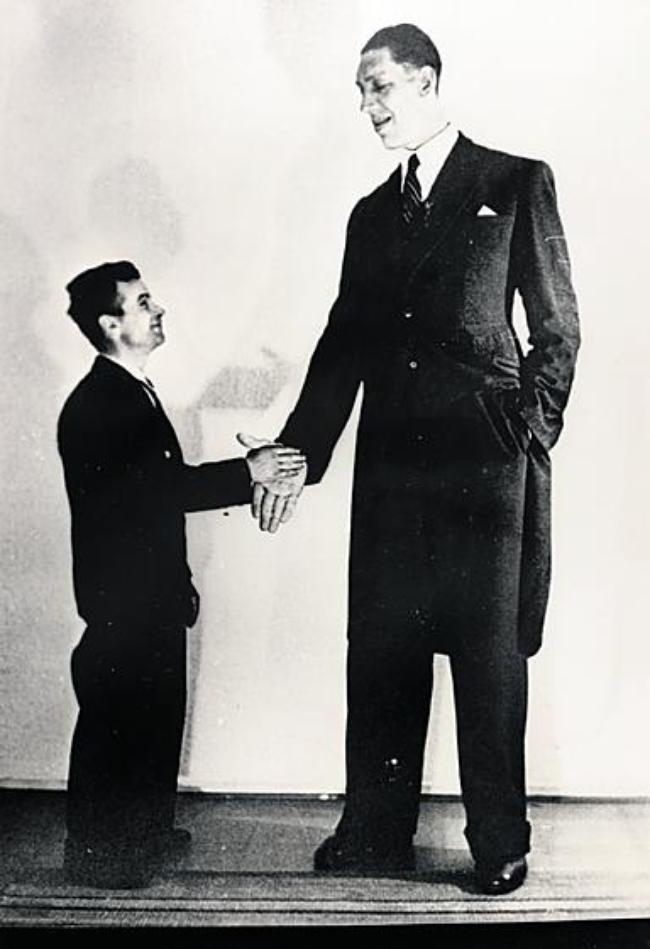
Väinö Myllyrinne

- Trijntje Keever - (1616-1633), olandese: secondo alcuni, la donna più alta di sempre, avendo raggiunto i 260 cm, ma non ci sono prove certe della sua altezza
- Bernardo Gigli (65) - (1726-1791), italiano più alto: 260 cm - Nato a Bezzecca, in Trentino, e soprannominato "Gigante Gigli", girò l'Europa come artista circense, esibendosi di fronte alle più importanti corti europee. All'età di 42 anni rientrò in Valle di Ledro, ove morì all'età di 65 anni
- Patrick Cotter O'Brien (46) - (1760-1806), irlandese: 246 cm
- Franz Winkelmeier (27) - (1860-1887), austriaco: 259 cm - Non riconosciuto dal Guinness dei Primati
- John Rogan (37) - (1868-1905) l'afroamericano più alto: 269 cm
- Julius Koch (29) - (1872-1902), tedesco: 246 cm
- Edouard Beaupré (23) - (1881-1904), canadese: 251 cm
- Ella Ewing - (1872-1913), statunitense: con i suoi 254 cm (8 piedi e 4 pollici) è stata una delle donne più alte delle storia, ma la sua altezza non è confermata dal Guinness dei Primati.[1]
- Bernard Coyne (23) - (1897-1921), statunitense: 249 cm
- Don Koehler (56) - (1925-1981), statunitense: 249 cm
- John F. Carroll (37) - (1932-1969), statunitense: 263.5 cm
- Suleiman Ali Nashnush (48) - (1943-1991), libico: 245 cm
- Väinö Myllyrinne (54) - (1909-1963), finlandese: 251 cm
- Robert Wadlow (22) - (22 febbraio 1918 – 15 luglio 1940), statunitense: è stato l'uomo più alto nella storia con prove inconfutabili. Wadlow è conosciuto anche come il gigante Cebo o Giant of Illinois, avendo compiuto gli studi ad Alton, nell'Illinois. Wadlow raggiunse 272 cm di altezza e pesava, alla sua morte all'età di 22 anni, 199 kg (31 st 5 lb)[2]. Le sue grandi dimensioni e la sua continua crescita in età adulta erano dovuti a iperplasia della ghiandola pituitaria, che si traduce in un livello anormalmente elevato di ormone della crescita umana
- Gabriel Estavao Monjane (46) - (1944-1990), mozambicano: 246 cm
- Zeng Jinlian (17) - (1964-1982), cinese: 249 cm - La donna più alta di cui si hanno prove certe
- Leonid Stadnyk (44) - (1970-2014), ucraino: 257 cm - Non riconosciuto dal Guinness dei Primati
- Brahim Takioullah (39) - (nato nel 1982), marocchino: 246 cm; l'uomo vivente con i piedi più lunghi: 38 cm
- Sultan Kösen (39) - (nato nel 1982), turco: 251 cm
- Vikas Uppal (21) - (1986-2007), indiano: 251 cm
- Pornchai Sawsri (26) - (1989-2015), thailandese: 269 cm - Non riconosciuto dal Guinness dei Primati[3].

## Persone ritenute le più alte in assoluto

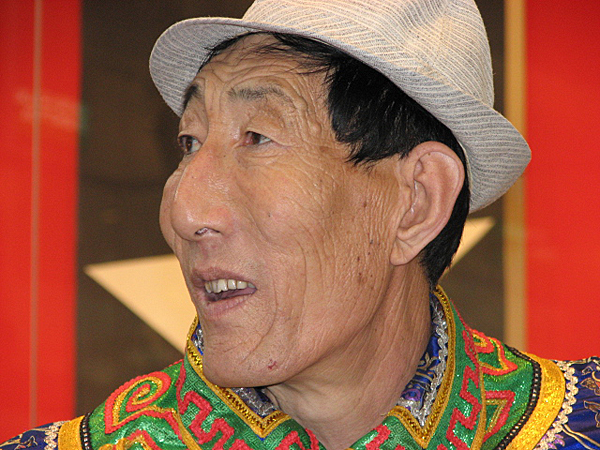
Bao Xishun (2,36 m)

### Attuali
- Sultan Kösen - L'uomo più alto vivente, confermato dal Guinness dei Primati (251 cm)[4].
- Yao Defen (1972-2012) - La donna più alta, confermata dal Guinness dei Primati (234 cm)[5].

### Passato recente
- Robert Wadlow - La persona più alta che sia mai esistita. Ha raggiunto i 272 cm.
- Leonid Stadnyk (1970-2014) - L’uomo vivente più alto nell'edizione 2008 del Guinness World Records, ha dovuto cedere il primato a causa della sua reticenza ai nuovi standard di misurazione per la certificazione del record (257 cm).
- Vikas Uppal - Pretendente indiano per il più alto e giovane, morto nel 2007 (251 cm)[6].
- Bao Xishun - Fino al 2009 considerato l'uomo più alto al mondo con i suoi 236 cm.[7]
- Radhouane Charbib - L'uomo più alto confermato dai Guinness World Records prima di Bao Xishin, alto 224 cm.[7]
- Alam Channa - Morto nel 1998 e arrivato a 232 cm.[8][9]
- Gabriel Estavao Monjane - L'uomo più alto tra 1988 e il 1990 alto 246 cm.
- Jane Bunford - La donna più alta del mondo (241 cm) fino all'arrivo di Zeng Jinlian[10].

## Persone più alte nella loro professione

### Sport

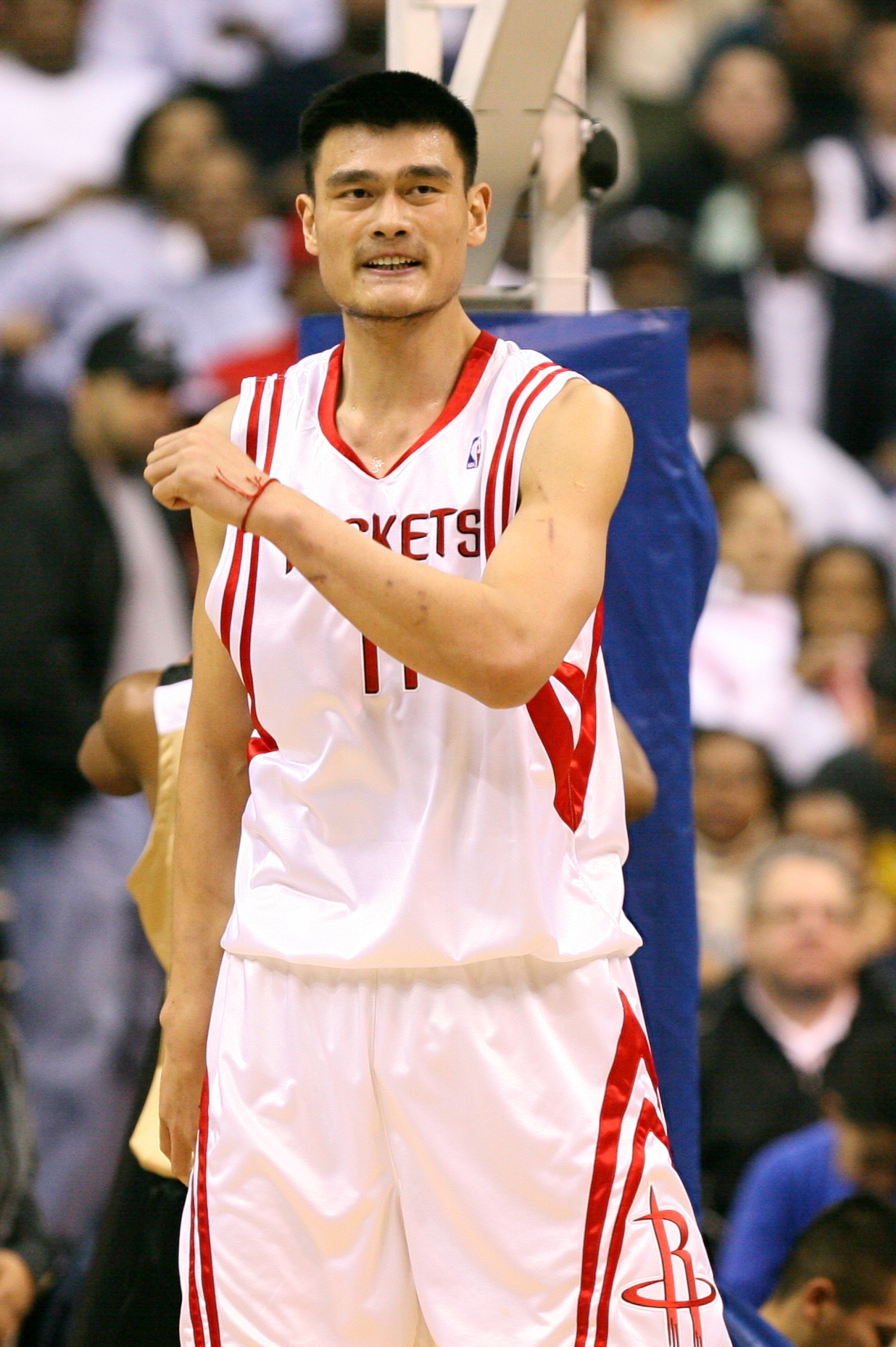
Yao Ming

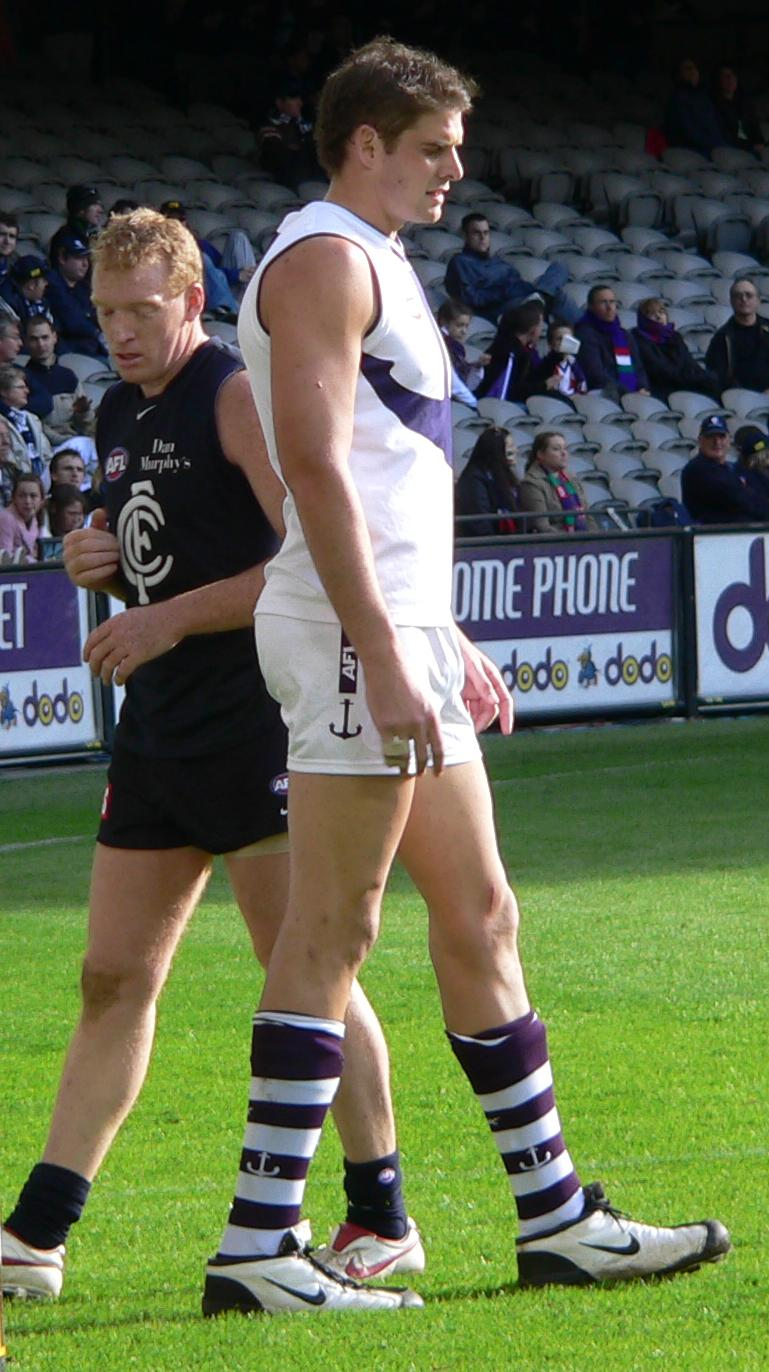
Aaron Sandilands

- Akashi Shiganosuke - Il lottatore di sumo più alto di tutti. 253 cm.
- Morteza Mehrzad - Ha partecipato alle Paralimpiadi di Rio 2016 con la nazionale Iraniana di sitting volleyball. 246 centimetri
- Suleiman Ali Nashnush - È ritenuto il giocatore di pallacanestro più alto di tutti i tempi 245 cm.[11]
- Sun Mingming - È ritenuto il giocatore di pallacanestro più alto a giocare negli Stati Uniti. 238 cm.[12] È stato il cestista in attività più alto del mondo.
- Kenny George - Giocatore più alto nella NCAA Division I 236 cm.[13]
- Paul Sturgess - Giocatore più alto della pallacanestro dilettanti, 235 cm.
- Manute Bol - Giocatore più alto nella storia dell'NBA, misurava 231 cm.
- Gheorghe Mureșan - A pari merito con Manute Bol, giocatore più alto nella storia dell'NBA con 231 cm.
- Yao Ming - Yao è stato il giocatore cinese più alto dell'NBA, con 229 cm.
- Jorge González - Lo sportivo non giocatore di basket più alto del mondo 234 cm.
- Choi Hong-man - Kickboxer, ritenuto il più alto competitore di sport da combattimento 218 cm, seguito dal pugile russo Nikolai Valuev 213 cm.
- Margo Dydek - Giocatrice più alta dell'WNBA 218 cm.[14]
- Dmitrij Musėrskij - pallavolista più alto 218 cm.
- Richard Sligh - Giocatore più alto nella storia dell'NFL 213 cm.[15]
- Richard Metcalfe - Giocatore più alto di rugby 213 cm.[16]
- Jon Rauch - Giocatore più alto della MLB 211 cm.[17]
- Yang Changpeng - Calciatore più alto 211 cm.
- Mason Cox - Giocatore più alto della AFL 211 cm.[18]
- Aaron Sandilands - Giocatore più alto della AFL 211 cm.[19]
- Will Jefferson - Giocatore più alto di Cricket 208 cm.
- Ivo Karlović e Reilly Opelka - Tennisti più alti di sempre 211 cm.
- Kristof van Hout - Giocatore più alto nel gioco del calcio, 208 cm.
- Zdeno Chára - Giocatore più alto nella storia dell'NHL 206 cm.[20]
- Phil Blackmar - Giocatore più alto di golf 201 cm[21]
- Buddy Baker - Pilota di NASCAR più alto di tutti i tempi, 198 cm.[22]
- Akgul Amanmuradova - Giocatrice di tennis più alta 191 cm.
- Justin Wilson - Pilota di Formula 1 più alto di tutti i tempi, 191 cm.

### Attori

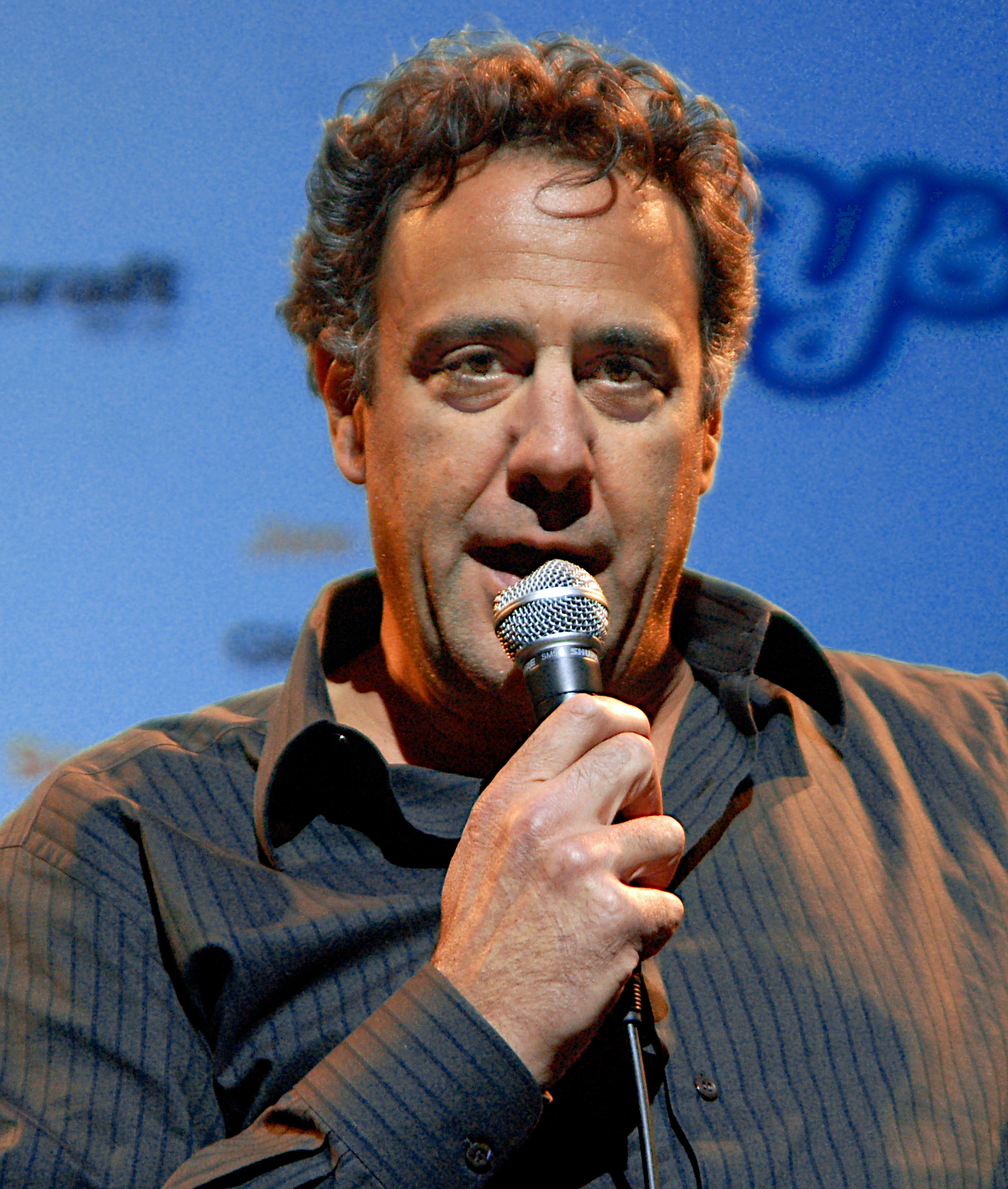
Brad Garrett (204 centimetri)

- Matthew McGrory
- Neil Fingleton
- James Cromwell
- Brad Garrett
- Tamara Dobson
- Richard Kiel
- Peter Mayhew
- Carel Struycken
- Kevin Peter Hall
- John Lebar
- Kareem Abdul-Jabbar
- Shaquille O'Neal
- George McArthur
- Bolaji Badejo

## Persone più alte nella loro nazione

Sultan Kosen (251cm - Turchia)

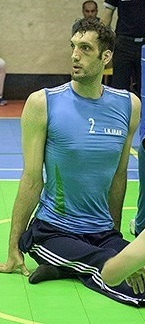
Morteza Mehrzad (246cm - Iran)

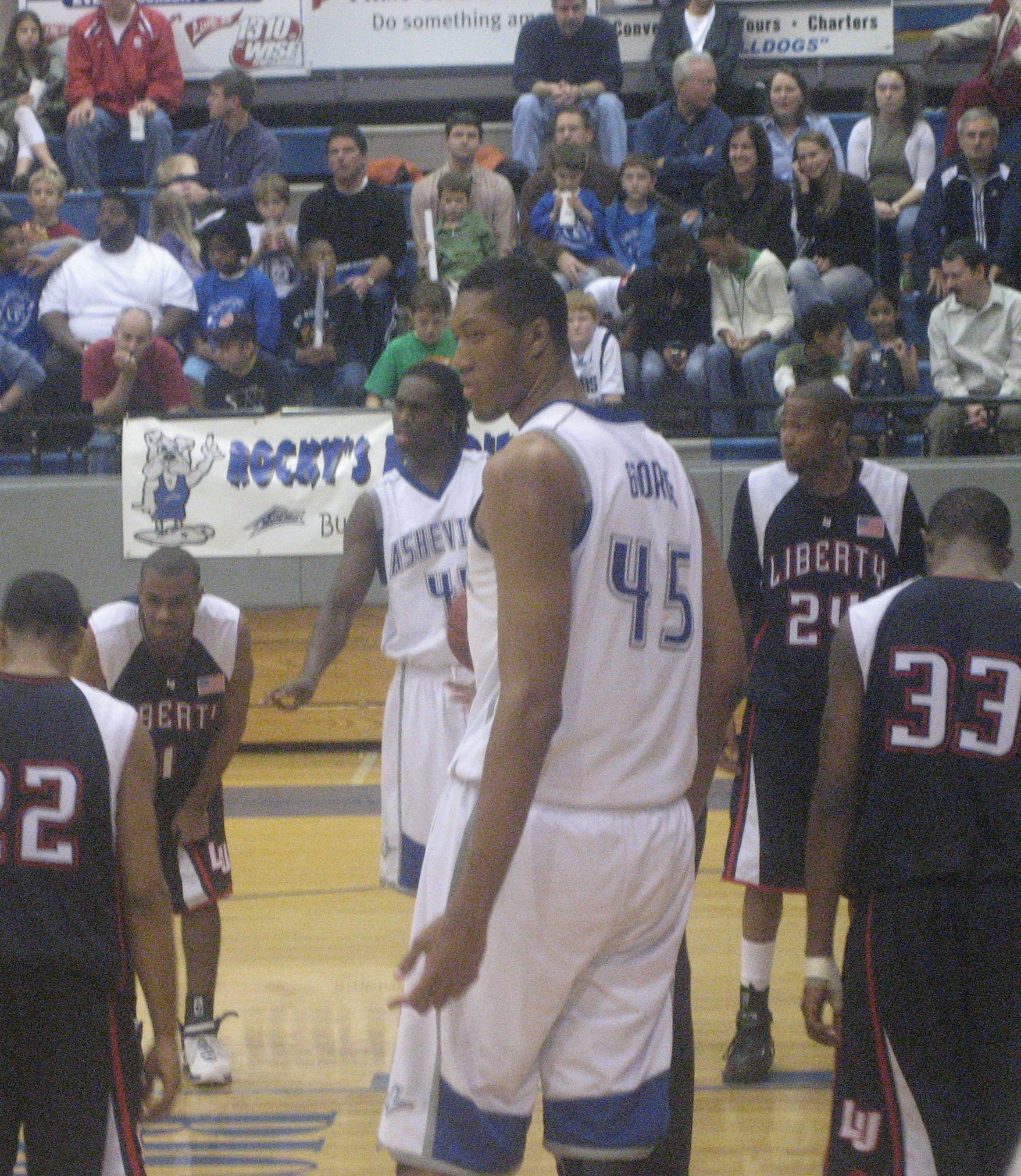
Kenny George (237cm - Stati Uniti)

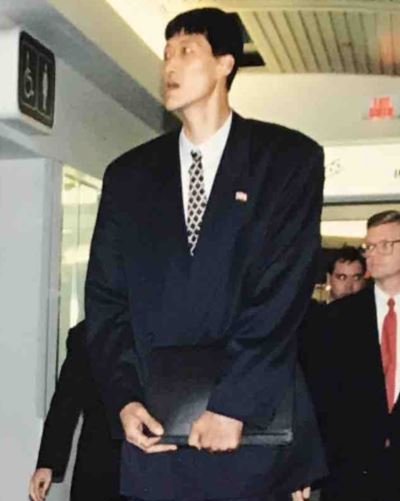
Ri Myung-Hun (235cm - Corea del Nord)

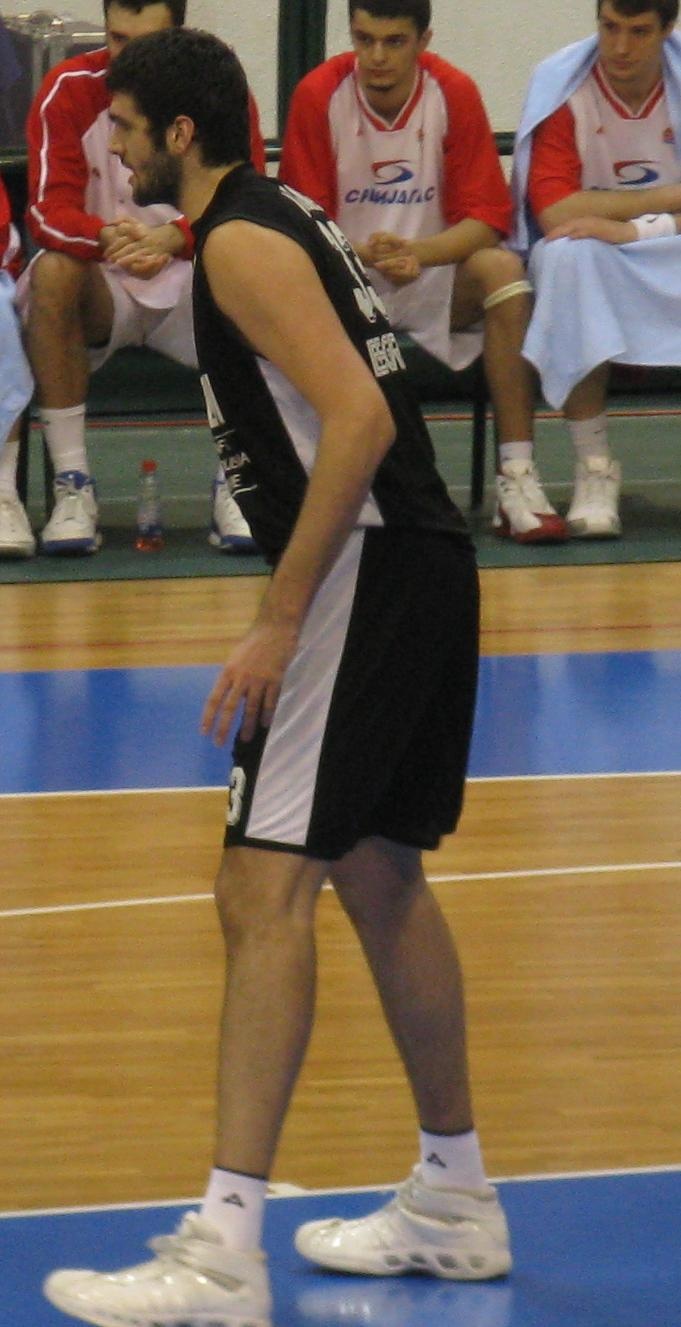
Slavko Vranes (230cm - Montenegro)

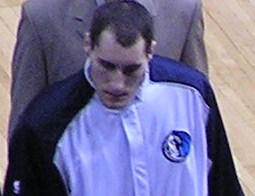
Pavel Podkol'zin (226cm - Russia)

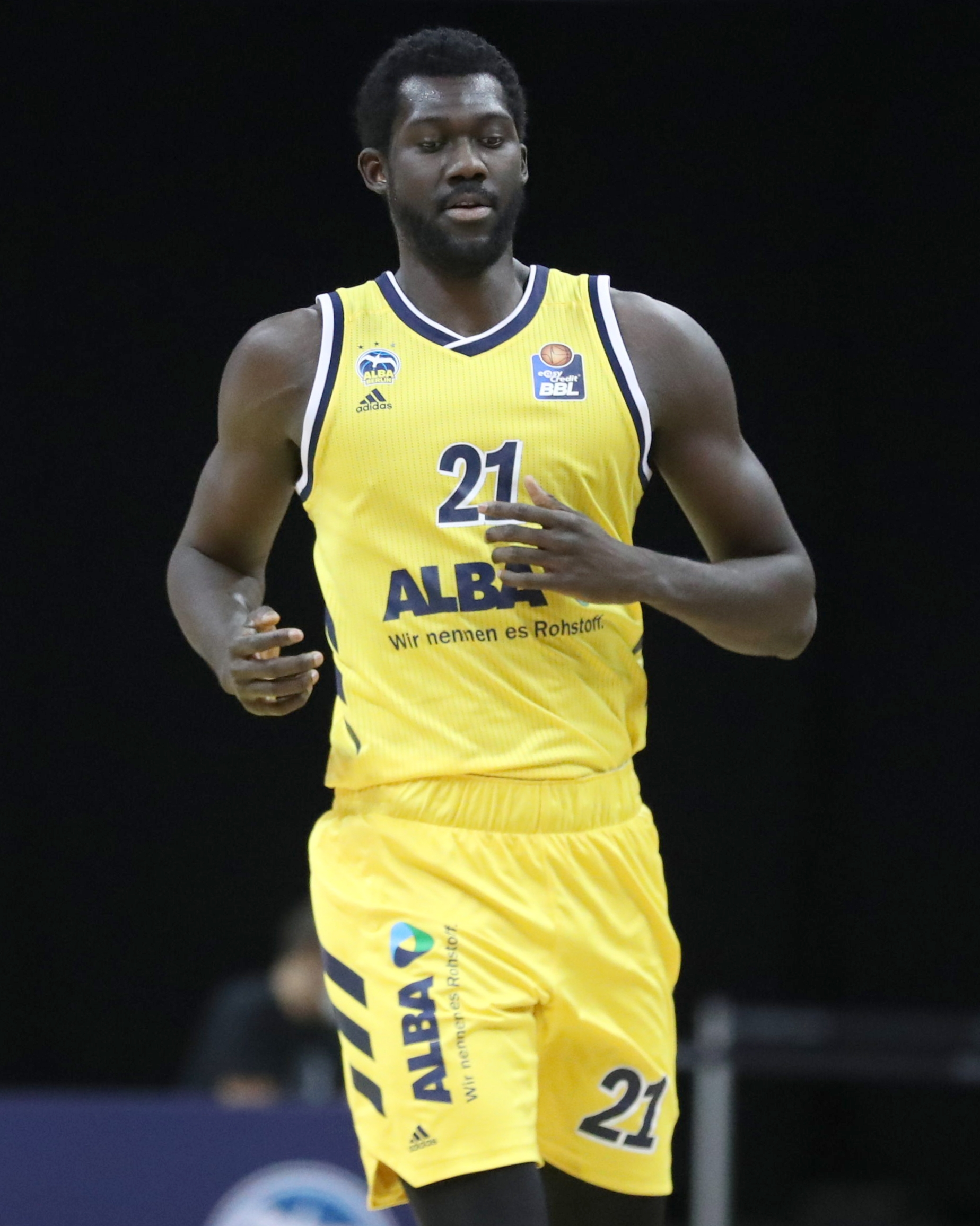
Christ Koumadje (224cm - Ciad)

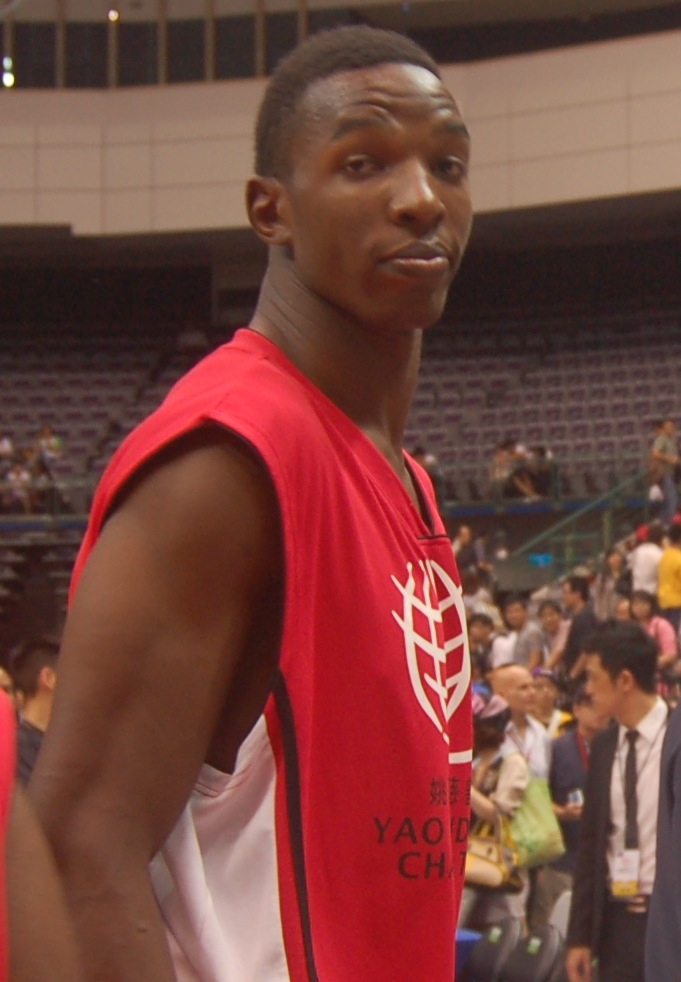
Hasheem Thabeet (221cm - Tanzania)

| Nazione                          | Nome                                       | Altezza |
| -------------------------------- | ------------------------------------------ | ------- |
| Turchia                          | Sultan Kösen                               | 251 cm  |
| India                            | Karan Singh                                | 250 cm  |
| Bangladesh                       | Jinnat Ali                                 | 249 cm  |
| Marocco                          | Brahim Takioullah                          | 247 cm  |
| Iran                             | Morteza Mehrzad                            | 246 cm  |
| Pakistan                         | Muddasar Gujjar                            | 244 cm  |
| Tunisia                          | Radhouane Charbib                          | 244 cm  |
| Brasile                          | Joelisson Fernandes Da Silva               | 242 cm  |
| Ucraina                          | Viktor Zabolotny                           | 242 cm  |
| Cina                             | Zhang Juncai                               | 242 cm  |
| Iraq                             | Sabah Jabbar Hadi al-Jabouri               | 242 cm  |
| Stati Uniti                      | Broc Brown                                 | 240 cm  |
| Nigeria                          | Adegoke Abiodun                            | 240 cm  |
| Namibia                          | Alex Gomachab                              | 240 cm  |
| Somalia                          | Hussain Bisad                              | 236 cm  |
| Kenya                            | Ritesh Barot                               | 236 cm  |
| Nuova Zelanda                    | Jonty Butterfield                          | 236 cm  |
| Regno Unito                      | Paul Sturgess                              | 235 cm  |
| Corea del Nord                   | Ri Myung-hun                               | 235 cm  |
| Canada                           | Jerry Sokoloski                            | 234 cm  |
| Giappone                         | Yasutaka Okayama                           | 234 cm  |
| Costa d'Avorio                   | Abdramane Dembele                          | 233 cm  |
| Birmania                         | Win Zaw Oo                                 | 233 cm  |
| Romania                          | Gheorghe Mureșan                           | 231 cm  |
| Montenegro                       | Slavko Vraneš                              | 230 cm  |
| Malta                            | Samuel Deguara                             | 230 cm  |
| Figi                             | Kaliova Seleiwau                           | 230 cm  |
| Belgio                           | Alain Delaunois                            | 230 cm  |
| Azerbaigian                      | Aleksandar Rindin                          | 230 cm  |
| Armenia                          | Arshavir Grigoryan                         | 230 cm  |
| Germania                         | Stefan Prietz                              | 229 cm  |
| Spagna                           | Saad Kaiche                                | 229 cm  |
| Senegal                          | Malik Sidibe, Mamadou N'Diaye e Tacko Fall | 229 cm  |
| Egitto                           | Hamad Fathi                                | 229 cm  |
| Kazakistan                       | Sergey Ilin                                | 229 cm  |
| Repubblica Democratica del Congo | Bienvenu Letuni                            | 228 cm  |
| Colombia                         | Asdrúbal Herrera Mora                      | 228 cm  |
| Slovacchia                       | Martin Miklosik e Michael Fusek            | 228 cm  |
| Perù                             | Margarito Machacuay                        | 228 cm  |
| Francia                          | Victor Wembanyama                          | 228 cm  |
| Serbia                           | Dalibor Micic                              | 227 cm  |
| Repubblica di Macedonia          | Marko Dujkovic                             | 226 cm  |
| Paesi Bassi                      | Rik Smits e Remon van de Hare              | 226 cm  |
| Russia                           | Pavel Podkol'zin                           | 226 cm  |
| Repubblica Ceca                  | Ivan Hoger                                 | 225 cm  |
| Indonesia                        | Leonardo Ardiego                           | 225 cm  |
| Mongolia                         | Ragchaa Narka                              | 225 cm  |
| Emirati Arabi Uniti              | Mohammad el Moussaoui                      | 225 cm  |
| Laos                             | Phoudoi Xayachak                           | 225 cm  |
| Australia                        | Kewal Shiels-Mohar                         | 224 cm  |
| Polonia                          | Jakub Kusmieruk                            | 224 cm  |
| Georgia                          | Jake Tsakalidīs e Sergo Atuashvili         | 224 cm  |
| Bulgaria                         | Priest Lauderdale                          | 224 cm  |
| Messico                          | Carlos Alvarado Melendez                   | 224 cm  |
| Lituania                         | Jonas Paukštė                              | 224 cm  |
| Ciad                             | Christ Koumadje                            | 224 cm  |
| Bielorussia                      | Matt Slaninka                              | 223 cm  |
| Grecia                           | Ioannis Papadimitriou                      | 223 cm  |
| Italia                           | Gino Cuccarolo                             | 222 cm  |
| Sudan del Sud                    | Bol Bol, Deng Mayot e Milton Pokic Madit   | 222 cm  |
| Tanzania                         | Hasheem Thabeet                            | 222 cm  |
| Estonia                          | Janar Purasoni                             | 222 cm  |
| Thailandia                       | Wutthichai Suksala                         | 222 cm  |
| Ungheria                         | Laszlo Dobos                               | 222 cm  |
| Filippine                        | Raul Dillo                                 | 222 cm  |
| Arabia Saudita                   | Abdul Mohsen Al Ahmari                     | 222 cm  |
| Bolivia                          | Manuel Camacho                             | 222 cm  |
| Sri Lanka                        | Gunasingham Kasendran                      | 222 cm  |
| Lettonia                         | Kristaps Porziņģis e Jonas Paukste         | 221 cm  |
| Irlanda                          | Shaun Aisbitt                              | 221 cm  |
| Capo Verde                       | Walter Tavares                             | 221 cm  |
| Porto Rico                       | Peter John Ramos                           | 221 cm  |
| Bosnia ed Erzegovina             | Aleksandar Radojević e Nedžad Sinanović    | 221 cm  |
| Corea del Sud                    | Ha Seung-jin                               | 221 cm  |
| Sudan                            | Ring Ayuel                                 | 221 cm  |
| Nepal                            | Rajan Adhikari                             | 221 cm  |
| Venezuela                        | Jeison Orlando Rodriquez                   | 221 cm  |
| Uruguay                          | Brad Kanis                                 | 221 cm  |
| Croazia                          | Bruno Šundov                               | 221 cm  |
| Saint Vincent e Grenadine        | Akeme Smart                                | 221 cm  |
| Argentina                        | Sergio Gomez                               | 220 cm  |
| Svezia                           | Per Ola Carlsson                           | 220 cm  |
| Sudafrica                        | Jacques Bernard                            | 220 cm  |
| Israele                          | Yossi Ben Naim e Guy Parselany             | 220 cm  |
| Danimarca                        | Morten Poulsen                             | 220 cm  |
| Finlandia                        | Sami Eerola                                | 220 cm  |
| Siria                            | Adb Al Wahab Al Hamowi                     | 220 cm  |
| Etiopia                          | Asrat Fana                                 | 220 cm  |
| Tagikistan                       | Mirodjiddin Karimov                        | 220 cm  |
| Taiwan                           | Chang Chin-kuo                             | 220 cm  |
| Albania                          | Eraldo Nikoci                              | 213 cm  |